# Schafīʿa Yazdi
Schafīʿa Yazdi (gest. 1670) war als Dānishmand Khān ein hochrangiger Kommandant im Militär und Minister in der Verwaltung des Mogulreichs.

## Leben
Schafīʿa Yazdi stammte aus Yazd in Persien  (daher der Beiname) und erhielt dort seine Ausbildung. Er begab sich später ins Mongulreich und hielt sich zunächst in Ahmednagar auf, wo er als Händler tätig war. Später trat er unter Shah Jahan in den Armeedienst ein, wo er höhere Ränge bekleidete. Den Titel ‚Dānishmand Khān‘ (dānishmand = Gelehrter, Weiser) erhielt er 1654/55 als Wertschätzung des Herrschers für seine außergewöhnlichen intellektuellen Fähigkeiten. Im Anschluss bekleidete er noch ein Amt als Minister (Mīr Bakshī) in der Zentralverwaltung unter der Herrschaft des Mogulkaisers Aurangzeb.
Das Wissen um das Wirken von Schafīʿa Yazdi ist einigen Briefen von François Bernier zu verdanken, der auch dessen Gelehrsamkeit und großes Interesse für die westlichen Wissenschaften hervorhob. Auch der italienische Reisende und Abenteurer Niccolò Manucci bestätigte die Sichtweise Berniers auf Yazdi.